# Chalepophyllum guianense
Chalepophyllum guianense là một loài thực vật có hoa trong họ Thiến thảo. Loài này được Hook. f. mô tả khoa học đầu tiên năm 1873.